# Пафос (місто-держава)
Пафос (дав.-гр. Πάφος) — стародавнє місто давньогрецьке портове місто, яке знаходиться на західній частині північного берега острова Кіпр. місто згадується в записах на табличках царя Ассирії Асархаддона в 673/2 році до нашої ери, як одне з десяти міст-держав античного Кіпру.